# Wieżyca
Wieżyca (Turmberg en alemán) es una montaña situada en el norte de Polonia, en la región histórica de Kaszuby, a unos 40 kilómetros al sudoeste de Gdansk. Con la elevación de 329 metros sobre el nivel del mar, es el pico más alto del centro y el norte de Polonia. Su parte superior está cubierta por un bosque y la montaña era objeto de culto pagano por los antiguos eslavos. Wieżyca es una zona muy turística, con una telesilla y una pista de esquí.